# Alan Dawa Dolma
Alan Dawa Dolma, in arte Alan (阿兰·达瓦卓玛S, Ālán DáwǎzhuómǎP; Prefettura autonoma tibetana di Garzê, 25 luglio 1987), è una cantante cinese di etnia tibetana attiva nel mercato musicale giapponese.
Scoperta da Avex Trax a un'audizione in Cina nel 2006, debuttò in Giappone l'anno seguente. Il suo produttore principale è Kazuhito Kikuchi; alan è nota per suonare il erhu. La cantante è altrettanto nota per il suo singolo Diamond, nonché seconda ending dell'ultima stagione dell'anime Inuyasha.

## Discografia

### Discografia (album in lingua giapponese)
- Voice of Earth	(2009)
- My Life (2009)
- Japan Premium Best & More (2011)

### Discografia (album in lingua cinese)
- Sheng Sheng Zui Ru Lan (2005)
- Xin Zhan: Red Cliff (2008)
- Xin De Dong Fang (2009)
- Lan Se: Love Moon Light (2010)
- Love Song (2012)
- Mo Lan (2014)
- 十念 (2017)